# Wadley (Alabama)
Wadley é uma cidade  localizada no estado americano de Alabama, no Condado de Randolph.

## Demografia
Segundo o censo americano de 2000, a sua população era de 640 habitantes.
Em 2006, foi estimada uma população de 646, um aumento de 6 (0.9%).

## Geografia
De acordo com o United States Census Bureau, a localidade tem uma área de 3,8 km², dos quais 3,6 km² cobertos por terra e 0,2 km² cobertos por água.

## Localidades na vizinhança
O diagrama seguinte representa as localidades num raio de 24 km ao redor de Wadley.